# Kissaki

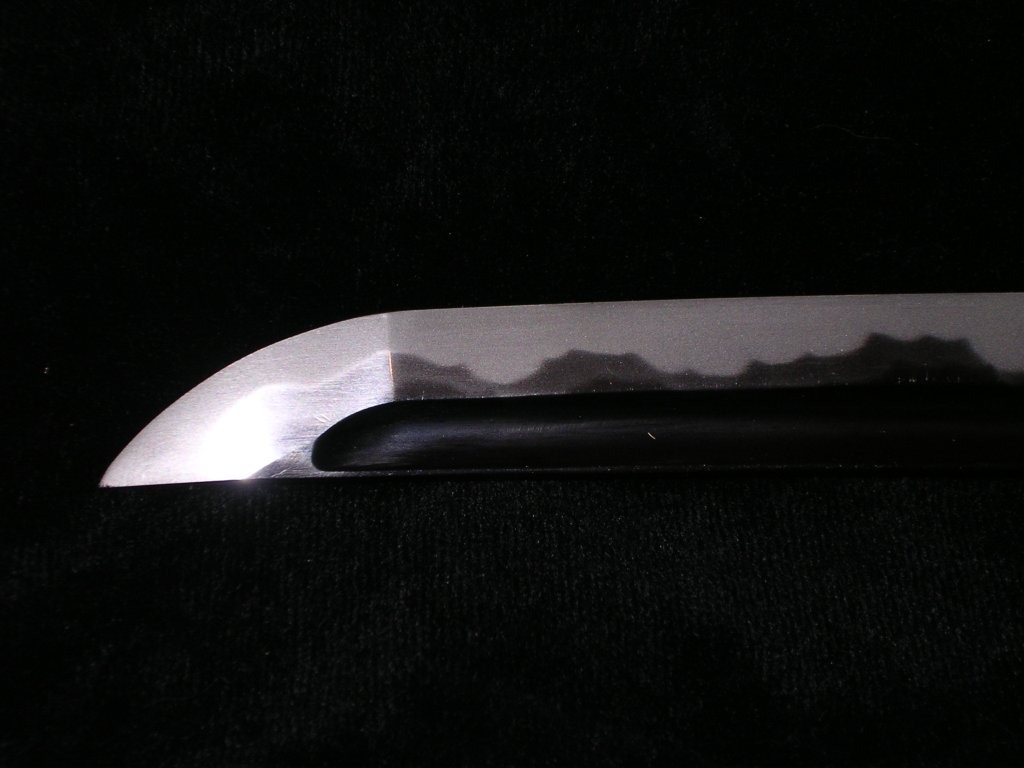
Kissaki an einem Katana

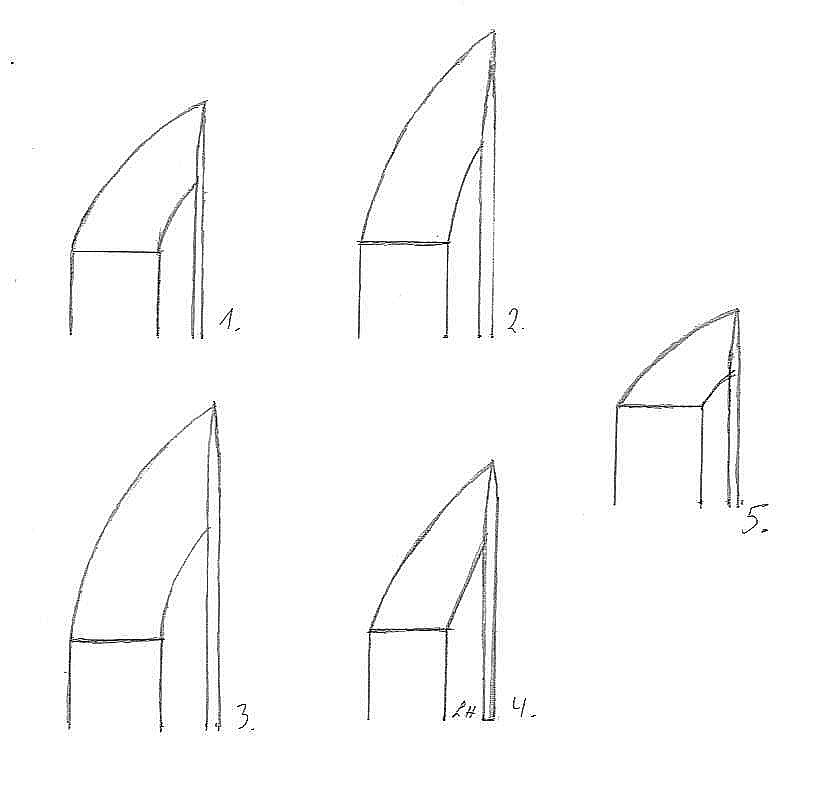
Typen der Kissaki

Die Kissaki (japanisch 切先 oder 鋒) ist die Spitze (Ort) japanischer Schwertklingen.

## Beschreibung
Die Kissaki ist ein wichtiger Bestandteil der japanischen Klingen, auf deren saubere Ausarbeitung großer Wert gelegt wird. Sie ist mit einer deutlich sichtbaren Linie (Yokote) von der übrigen Klinge getrennt. Beim Schleif- und Poliervorgang wird vor der Endpolitur die Kissaki separat geschliffen. Die unterschiedliche Länge und Form sowie die Krümmung der Schneide an der Spitze geben den verschiedenen Klingen ihren Namen.
Die verschiedenen Formen der Kissaki haben folgende Benennungen:
1. Ko-Kissaki (小切先, „kleine Kissaki“): Die Ko-Kissaki ist schmal geformt und im Vergleich zu der gesamten Klinge klein proportioniert. Diese Form stammt von den Tachi-Klingen, die am Ende der Heian-Zeit und zu Beginn der Kamakura-Zeit (etwa ab 1232) hergestellt wurden.
2. Chū-Kissaki (中切先, „mittlere Kissaki“): Die Chū-Kissaki ist die am meisten benutze Form der Kissaki. In der Kamakura-Zeit war diese Form weit verbreitet.
3. Ō-Kissaki (大切先, „große Kissaki“): Die Ō-Kissaki erscheint im Vergleich zur gesamten Klingenlänge und Breite übertrieben proportioniert.
4. Kamasu-Kissaki (かます切先): Sie hat eine stark gerundete Schneide, die an den Kopf von Barrakudas (kamasu) erinnert. Die meisten frühen Kotō (古刀, „alte Schwerter“) – ein Sammelbegriff der Schwerter von der der Heian-Zeit (ab 794) bis zur Keichō-Ära (ab 1596) zusammenfasst[2] – besaßen diese Form der Kissaki. Wenn bei Schwertern aus dieser Zeit andere Kissakiformen erhalten sind, so sind diese die Folgen einer Umarbeitung.
5. Ikubi-Kissaki (猪首切先, „Genick des Wildschweins“): Die Länge dieser Kissaki ist immer kürzer als die Breite der Yokote. Man sieht sie oft an Klingen aus der mittleren Kamakura-Zeit.